# Mech (zespół muzyczny)
Mech – polski zespół muzyczny, założony w profesjonalnej postaci w 1977 roku w Warszawie, pierwotnie wykonujący rock, rock symfoniczny i rock progresywny. Obecnie (stan na XXI wiek) wykonuje muzykę z pogranicza hard rocka i heavy metalu.

## Historia

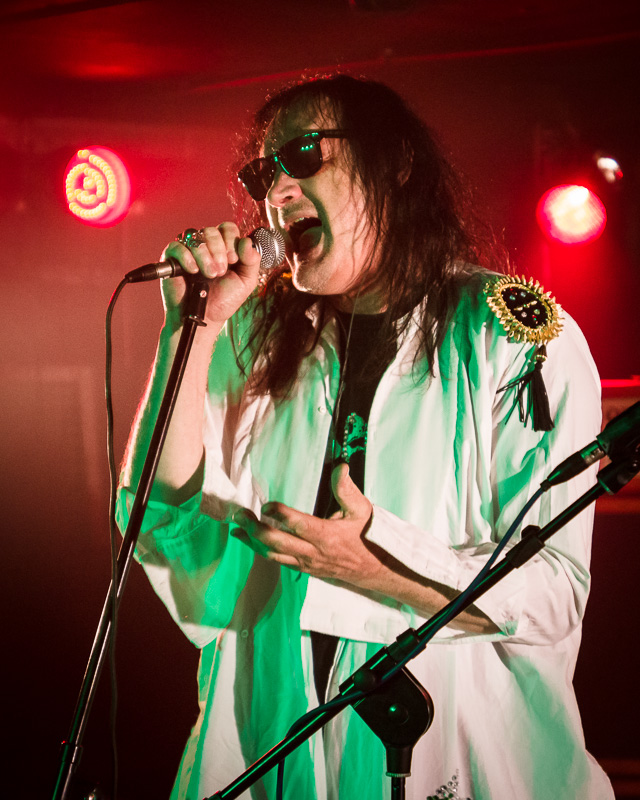
Maciej Januszko

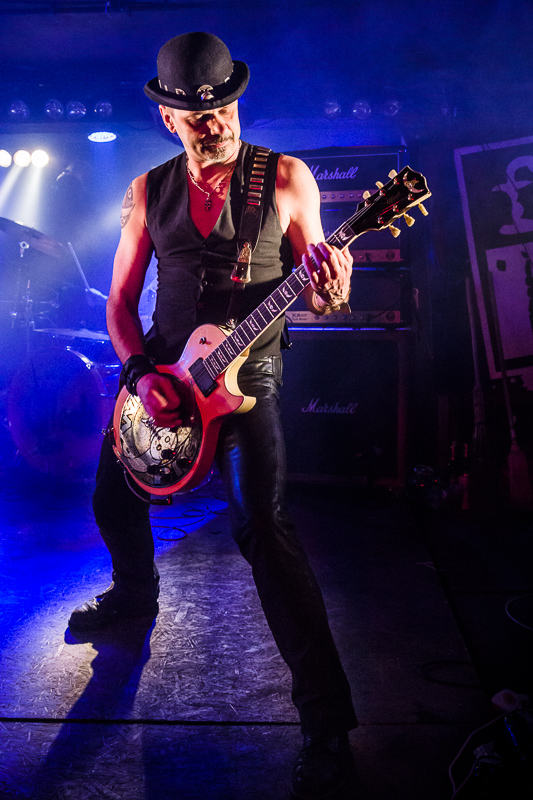
Piotr „Dziki” Chancewicz

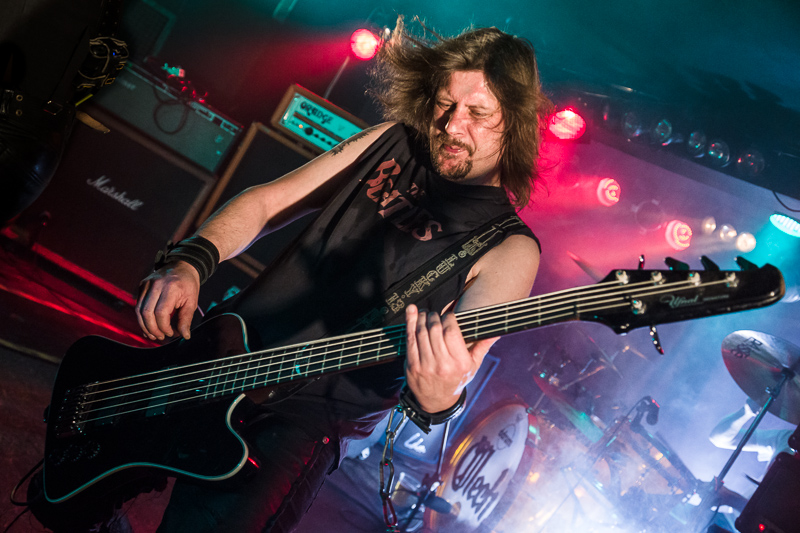
Tomasz „Sooloo” Solnica

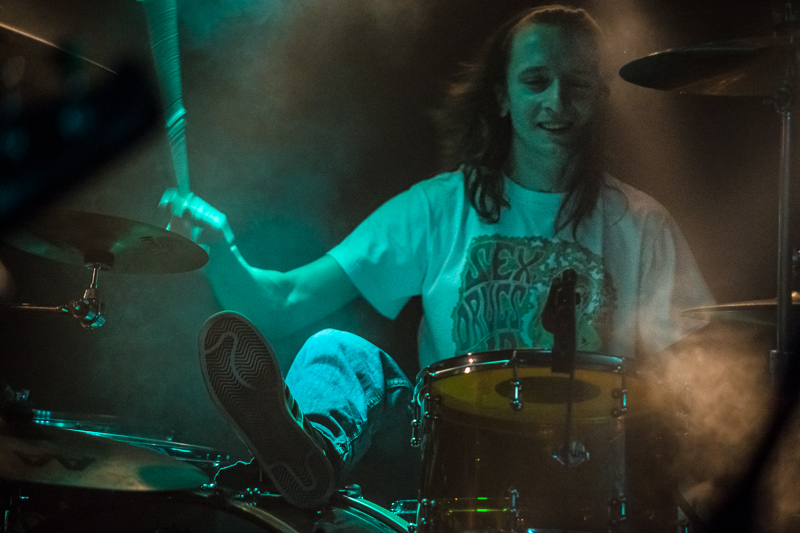
Paweł „Rekin” Jurkowski

### Początkowy okres działalności
Powstanie zespołu Mech ściśle wiąże się z osobami trzech gitarzystów i wokalistów: Macieja Januszki, Janusza Łakomca i Roberta Milewskiego (obecnie nazywa się Robert Millord), którzy współcześnie są uważani za jego najważniejszych muzyków. Poznali się oni na początku lat 70. XX wieku gdy byli uczniami Liceum Ogólnokształcącego im. Tadeusza Reytana w Warszawie. Dwaj z nich, Januszko i Łakomiec prowadzili tam szkolny zespół muzyczny. Po skończeniu szkoły, w 1974 roku Januszko (wtedy już student SGPiS) z Łakomcem (studentem SGGWAR) założyli zespół grający w należącym do Politechniki Warszawskiej klubie Mechanik. Początkowa nazwa zespołu, „WHB United” została później zmieniona na „Mech”, co było nawiązaniem do nazwy klubu. Jak wspominał Maciej Januszko w wywiadzie z 2012 roku: 

Graliśmy kiedyś w klubie Mechanik i pomyślałem, że „Mechanika” albo „Mech” byłoby bardzo fajną nazwą. Trzeba było wybrać „Mechanika”, bo bylibyśmy przed Metallicą. To taki Mech, który kojarzyć powinien się bardziej z mechaniką, nie lasem.

We wrześniu 1974 roku na próbę zespołu przyszedł Robert Milewski (wówczas jeszcze uczeń LO im. Tadeusza Reytana) i będąc pod wrażeniem jego „profesjonalnego oblicza” zapragnął do niego dołączyć. W zespole było już dwóch gitarzystów, jednak Milewski grał także na pianinie – w ten sposób został klawiszowcem grupy. Przez pierwszych kilka lat Mech występował w klubach i na obozach studenckich. W listopadzie 1975 roku wziął udział w Mokotowskiej Młodzieżowej Jesieni Muzycznej w Warszawie gdzie zdobył główną nagrodę, a także zagrał na rozdaniu nagród w warszawskim Teatrze Rozmaitości. W 1977 roku zespół rozpoczął profesjonalną działalność jako Zjednoczone Siły Natury „Mech”. Rok ten jest przy tym podawany przez różne obecne w sieci źródła jako oficjalna data założenia zespołu. Skład grupy zasilili wówczas basista Krzysztof Fijałkowski i perkusista Adam Lewandowski.
W 1979 roku zespół wystąpił na festiwalu „Pop Session” w Sopocie, debiutując tym samym na dużej scenie. Występ ten okazał się wielkim sukcesem grupy i spowodował jej zaistnienie w świadomości fanów oraz organizatorów imprez rockowych. Od tego czasu zespół regularnie występował na najważniejszych krajowych imprezach rockowych. W międzyczasie doszło do zmian w jego składzie: funkcję basisty objął Andrzej Nowicki (później występował w zespołach Perfect, Morawski Waglewski Nowicki Hołdys i Voo Voo), zaś w grudniu 1979 roku perkusistą został Janusz Domański. Kolejne duże koncerty Zjednoczonych Sił Natury „Mech” miały miejsce w 1980 roku: na Międzynarodowej Wiośnie Estradowej, na pierwszym Festiwalu Muzyki Młodej Generacji w Jarocinie, a także tegorocznej edycji festiwalu „Pop Session”. Na początku sierpnia 1980 roku zespół nagrał swój pierwszy materiał na płycie – singel Ogród Snów / Romantic Blues wydany przez Tonpress w niewielkim nakładzie, który jednak szybko się sprzedał. Niedługo potem grupa dokonała sesji nagraniowej w studiu Programu III Polskiego Radia. Efektem sesji było sześć utworów klasyfikowanych jako reprezentujące rock symfoniczny i odzwierciedlające ówczesne inspiracje muzyczne grupy, wśród których była twórczość Yes oraz innych zespołów grających rock progresywny: bardzo popularna na koncertach i uchodząca za sztandarowe dzieło zespołu z tamtego okresu czteroczęściowa suita „Atlantis Suite”, a także utwory „Wychowanie”, „Marsz”, „Dialog z niższych sfer”, „Guliwer” oraz „Antidotum”. Wkrótce nośnik z utworem „Wychowanie” z przyczyn politycznych został nieodwracalnie zniszczony przez PRL-owską cenzurę, zaś nośniki z pozostałymi utworami trafiły do archiwów. Zawarty na nich materiał został wydany dopiero w 2016 roku.
Początek 1981 roku był dla Zjednoczonych Sił Natury „Mech” szczególnie pracowity. W pierwszych dniach stycznia zespół zarejestrował w studiu Tonpressu dwie nowe kompozycje na swój drugi singel Królewski Poker / TV Super Star, który trafił do sprzedaży dopiero w połowie następnego roku. Szczególnym powodzeniem cieszył się zwłaszcza pierwszy z zawartych na wydawnictwie utworów. Jeszcze w tym samym miesiącu członkowie zespołu wraz z zaproszonym trębaczem jazzowym Tomaszem Stańką zrealizowali program telewizyjny Atlantis Suite, w czasie którego wykonali utwory „Atlantis Suite”, „Romantic Blues”, „Przemiana Materii” i „TV Super Star”. Wszystkie z wyjątkiem ostatniego zostały wykonane na żywo w studiu telewizyjnym. W lutym perkusistę Janusza Domańskiego zastąpił Andrzej Dylewski (później był członkiem Lady Pank, a także założył własny zespół Squonk). W tym samym miesiącu zespół przygotował dwa spektakle na podstawie powieści Podróże Guliwera w Teatrze Małym w Warszawie. Jako pierwszy wykonawca w Polsce wykorzystał w nich lasery i w pełni kwadrofoniczną aparaturę nagłaśniającą. Do udziału w spektaklach, sfilmowanych i wyemitowanych przez TVP, zespół ponownie zaprosił Tomasza Stańkę. Zgodnie z późniejszymi wspomnieniami Roberta Milewskiego:

Wspólne granie ze Stańko było kolosalnym przeżyciem. On był już wtedy uznanym w świecie jazzmanem. My nie graliśmy jazzu, ale każdy z nas był wielbicielem wspołczesnej muzyki jazzowej. Nie pamietam jakie kawałki były zagrane na tamtych koncertach. Prawdopodobnie coś co wówczas graliśmy, wiec na pewno cała „Atlantis Suite”, „Guliwer”, „Romantic Blues”, etc... Daliśmy dwa koncerty w ciągu jednego dnia. Było to w centrum Warszawy w całkiem przecież nie tak dużej sali Teatru Małego. Jak się o tym rozeszła wieść po mieście, to tłumy waliły takie, że pracownicy teatru zbuntowali się i ogłosili strajk. Dopiero obietnica większych pieniędzy ze strony naszego managera zachęciła ich do pracy w takich warunkach. Wydarzenie to nosiło znamiona artystycznej sensacji, wiec pojawiły się tam osoby z czołówki ówczesnego polskiego „szołbyznesu”. Całość filmowała telewizja. Cała sala zawalona była aparaturą audiowizualną. Nagrania te chyba jednak nie zachowały się. Przynajmniej ja nic o tym nie wiem.

W kwietniu 1981 roku zespół opuścił grający na gitarze basowej Andrzej Nowicki – od jesieni tego roku funkcję basisty pełnił dotychczasowy wokalista i gitarzysta Maciej Januszko. W lutym 1982 roku grupa wystąpiła razem z zespołami Kombi i Exodus na koncercie w Sali Kongresowej PKiN. Wówczas styl formacji zaczął ewoluować w kierunku cięższej i łatwiejszej w odbiorze muzyki, a jej nazwa została skrócona do „Mech”. Jeszcze pod poprzednią nazwą zespół nakładem wytwórni PolJazz wydał swój trzeci singel Kaskader / Tir, nagrany wiosną 1982 roku. Jako, że w tamtym czasie polskie wytwórnie płytowe otworzyły się na młode zespoły rockowe, a także powstały tzw. wytwórnie polonijne członkom zespołu Mech udało się znaleźć chętnych do wydania ich muzyki na dużych wydawnictwach. Na przełomie czerwca i lipca 1982 roku Mech nagrał w studiu Polskich Nagrań swój pierwszy album studyjny Bluffmania, który wydał PolJazz/Pronit. W grudniu 1982 i styczniu 1983 roku muzycy nagrali w studiu Polskich Nagrań drugi album studyjny, wydany przez polonijną firmę Polfrakt-Polton. Wydawnictwo początkowo miało być zatytułowane TASSmania, co stanowiło parafrazę nazwy radzieckiej agencji prasowej TASS, jednak z powodu interwencji PRL-owskiej cenzury tytuł musiał zostać zmieniony na Tasmania. Bardzo powolny cykl produkcyjny Pronitu spowodował, że obydwa albumy trafiły do sprzedaży prawie jednocześnie pod koniec 1983 roku, kiedy to także z zespołu odszedł perkusista Andrzej Dylewski. Kilka miesięcy wcześniej zespół zaprezentował materiał z obu płyt na festiwalu w Jarocinie, na którym wystąpił jako gwiazda wieczoru. Ozdobiony efektami świetlnymi i pirotechnicznymi koncert zrobił duże wrażenie na widzach.
Krytycy byli nastawieni pozytywnie do albumów, a średnia ich ocen była dobra. Płyty dobrze się też sprzedawały. Z powodu małego odstępu w czasie ukazania się obu wydawnictw w sklepach niektórzy dziennikarze oceniali i traktowali je jak jedno dzieło pomimo wielu różnic w stylistyce zawartych na nich utworów. Te na Bluffmanii charakteryzowały się brzmieniami bliskimi muzyce lat 70. XX wieku i wpływami zespołów Black Sabbath oraz Genesis, czego przykładem jest utwór „Piłem z diabłem bruderschaft”. O progresywnej przeszłości zespołu świadczyły z kolei utwory „Bluffmania” i „Cztery ściany”. Część nagrań ozdobił swoimi partiami saksofonista Tomasz Szukalski, dzięki czemu np. instrumentalny utwór „Nautilus” może być zaliczony do jazz-rocka. Na Tasmanii z kolei występują wpływy new wave, czego przykładem jest głównie kompozycja „Brudna muzyka”, ale także utwory „Elektryczna kokieteria” czy „Kołysanka dla nienarodzonego”. Cięższe brzmienie reprezentował „Popłoch”, natomiast wspomnieniem dawnego stylu formacji był tylko utwór „W pajęczej sieci milczeń”. Obydwie płyty znacznie różniły się także ceną. Bluffmania wydana dla państwowego Pronitu kosztowała 250 zł, zaś Tasmania, za której wydanie odpowiadał polonijny Polton 550 zł. Natomiast tym, co łączyło albumy była mroczna, kojarząca się z horrorem oprawa graficzna okładek, przez co o zespole mówiono, że gra „horror rocka”. Stylistyka rodem z horroru obecna była także w emitowanych w Telewizyjnej liście przebojów teledyskach do utworów „Piłem z diabłem bruderschaft” i „Bluffmania” – teledysk do „Piłem z diabłem bruderschaft” debiutował w pierwszym wydaniu listy w październiku 1982 roku na 7. miejscu. W radiu z kolei największy sukces odniosła kompozycja „Czy to możliwe”, dochodząc do 5. miejsca listy przebojów Radiowej Trójki. Na liście tej gościły także utwory „Suahili” i „Tasmania”.
W 1983 roku Mech pojawił się w filmie Pawła Karpińskiego To tylko rock, w którym wykonał utwór „Brudna muzyka”. W latach 80. XX wieku zespół dużo koncertował, grając nawet 150 występów rocznie, a jednym ze stałych miejsc jego występów był Berlin Zachodni. Mech miał okazję koncertować z takimi znanymi wykonawcami, jak Alphaville, Omega, Electra, czy Mike Oldfield. W 1984 roku do grupy dołączył nowy perkusista – Wiesław Gola, a także odszedł z niej jeden z liderów – Robert Milewski. Rok później zespół stworzył i przeznaczył do prezentacji radiowej utrzymany w konwencji pop-rocka utwór „Samosierra”, mający zwiastować nowy album, zatytułowany Mechmania. Do „Samosierry” zrealizowano także teledysk, w którym wykorzystano lecący w tle fragment teledysku do utworu „Owner of a Lonely Heart” zespołu Yes. W 1986 roku zespół rozpadł się – jego skład zdążył jeszcze zasilić gitarzysta Marcin „Samba” Otrębski. Po rozpadzie Mecha jego wokalista Maciej Januszko od końca lat 80. do połowy lat 90. XX wieku występował w duecie i nagrywał z Jackiem Skubikowskim (m.in. wystąpili razem na Rawa Blues Festival). W 1998 roku nakładem Karolex ukazał się album kompilacyjny Portret zawierający nagrania z dwóch dotychczas wydanych albumów studyjnych zespołu. 

### Reaktywacja w 2004 roku i dalsze losy
W 2004 roku Mech reaktywował się z inicjatywy Jurka Owsiaka i Janusza „Kosy” Kosińskiego w składzie: Maciej Januszko – śpiew, Piotr „Dziki” Chancewicz – gitara (ex Syndia, Agency, BO-Session, Dogbite), Krzysztof Najman – gitara basowa (ex Closterkeller, Tadeusz Nalepa, John Porter Band, Virgin) i Piotr „Posejdon” Pawłowski – perkusja (ex Closterkeller, John Porter Band, Virgin). Krótko po reaktywacji zespół wystąpił na festiwalu Przystanek Woodstock, a także nagrał ścieżkę dźwiękową do polskiej gry komputerowej Painkiller. 
26 września 2005 roku nakładem Metal Mind Productions ukazał się pierwszy po powrocie do działalności artystycznej album studyjny zespołu, nazwany tak samo jak on. Wydawnictwo zawierało m.in. nowe, zrealizowane w oparciu o heavymetalową stylistykę wersje trzech starych utworów Mecha: „Piłem z diabłem bruderschaft”, „Tasmania” i „Brudna muzyka”, trzy utwory ze ścieżki dźwiękowej gry Painkiller (w tym dwa instrumentalne): „Painkiller”, „Pain” i „Fear 2004” oraz sześć nowych pełnoprawnych utworów zespołu. Album wydano także w wersji Enhanced CD, na której dodatkowo zawarto teledyski do utworów „Nie widzieć nic” i „Painkiller”. W 2005 roku ukazała się ponadto druga kompilacja grupy, The Best – Królewski poker, wydana nakładem Agencji Artystycznej MTJ.
Reaktywowany Mech koncertował na największych festiwalach i wydarzeniach kulturalnych w kraju, takich jak: Przystanek Woodstock, Finał Wielkiej Orkiestry Świątecznej Pomocy w Warszawie, Hunter Fest, Metal Hammer Festival, oraz u boku takich wykonawców jak Korn, Black Label Society, Soulfly czy Heaven and Hell. 5 listopada 2008 roku zespół wystąpił u boku grupy Uriah Heep. 10 sierpnia 2011 roku Mech wraz z takimi zespołami jak m.in. Judas Priest, Morbid Angel, Exodus i Vader wziął udział w kolejnym Metal Hammer Festival.
W latach 2012–2014 grupa wydała kolejno trzy albumy: ZWO (album studyjny z premierowymi utworami i nową wersją starego utworu „Popłoch”), Mechmania (album koncertowy na DVD) i X (kompilację podsumowującą 10 lat działalności zespołu po reaktywacji. Znalazł się na niej również nowy utwór, zatytułowany „To on, to on, to on”). Na albumach ZWO oraz Mechmania zagrali nowi muzycy Mecha – basista Tomasz „Sooloo” Solnica i perkusista Paweł „Rekin” Jurkowski.
26 lutego 2016 roku nakładem GAD Records ukazał się album z nagraniami z pierwszego okresu działalności grupy, zatytułowany Zjednoczone Siły Natury Mech. Na program albumu złożył się komplet nagrań z pierwszej (i jedynej) sesji radiowej zespołu z sierpnia 1980 roku, utwory z debiutanckiego singla Ogród Snów / Romantic Blues oraz niepublikowana, koncertowa wersja suity „Atlantis Suite”. W tym samym roku grupa odbyła wspólną trasę wraz z zespołami RSC i Walfad pod hasłem Zjednoczone Siły Natury w składzie z Robertem Milewskim, który powrócił do zespołu jako gość specjalny tylko na ten jeden cykl koncertów.
29 listopada 2019 roku miała miejsce premiera reedycji drugiego albumu studyjnego zespołu – Tasmania. Było to pierwsze w historii wydanie albumu na nośniku CD, które dodatkowo wzbogacono o utwór „Samosierra” (nagrany w 1984 roku) i kilka na nowo zmiksowanych piosenek z podstawowej wersji albumu.
Choć zespół nigdy nie ogłosił zawieszenia ani zakończenia swojej działalności, obecnie nie koncertuje, ani nie wydaje nowych albumów (stan na okres do 2025 roku). Maciej Januszko i basista Mecha Tomasz Solnica skupili się na innym projekcie muzycznym, nazwanym Januszko Magneto.

## Muzycy

### Skład zespołu
- Maciej Januszko – śpiew
- Piotr „Dziki” Chancewicz – gitara
- Tomasz „Sooloo” Solnica – gitara basowa
- Paweł „Rekin” Jurkowski – perkusja

### Byli członkowie
- Robert „Robert Lor” Milewski vel Millord – śpiew, instrumenty klawiszowe
- Janusz Łakomiec – gitara, śpiew
- Marcin „Samba” Otrębski  – gitara
- Krzysztof Fijałkowski – gitara basowa
- Andrzej Nowicki – gitara basowa, śpiew
- Adam Lewandowski – perkusja
- Janusz Domański – perkusja
- Andrzej Dylewski – perkusja
- Wiesław Gola – perkusja
- Krzysztof Najman – gitara basowa
- Piotr „Posejdon” Pawłowski – perkusja

## Dyskografia

### Albumy studyjne
| Bluffmania                  | - Data: 1983 - Wydawca: Pronit                             | –  |
| Tasmania                    | - Data: 1983 - Wydawca: Polton                             | –  |
| Mech                        | - Data: 26 września 2005 - Wydawca: Metal Mind Productions | –  |
| ZWO                         | - Data: 6 lutego 2012 - Wydawca: Metal Mind Productions    | 42 |
| „–” album nie był notowany. |                                                            |    |

### Kompilacje
| Tytuł                        | Dane dot. albumu                                         |
| ---------------------------- | -------------------------------------------------------- |
| Portret                      | - Data: 1998 - Wydawca: Karolex                          |
| The Best – Królewski poker   | - Data: 14 marca 2005 - Wydawca: Agencja Artystyczna MTJ |
| X                            | - Data: 1 grudnia 2014 - Wydawca: Metal Mind Productions |
| Zjednoczone Siły Natury Mech | - Data: 26 lutego 2016 - Wydawca: GAD Records            |

### Albumy wideo
| Tytuł     | Dane dot. albumu                               |
| --------- | ---------------------------------------------- |
| Mechmania | - Data: 2012 - Wydawca: Metal Mind Productions |

### Single
| Tytuł                           | Rok  |
| ------------------------------- | ---- |
| Ogród Snów / Romantic Blues     | 1980 |
| Królewski Poker / TV Super Star | 1981 |
| Kaskader / Tir                  | 1982 |

### Notowane utwory
| Tytuł            | Rok  | Pozycja na liście | Albumu     |
| Tytuł            | Rok  | LP3               | Albumu     |
| ---------------- | ---- | ----------------- | ---------- |
| „Czy to możliwe” | 1983 | 5                 | Bluffmania |
| „Tasmania”       | 1983 | 30                | Tasmania   |
| „Suahili”        | 1983 | 16                | Tasmania   |
| „Samosierra”     | 1984 | 35                | –          |